# Loud Tour (R5)
Loud Tour este al treilea turneu al formației R5 și primul lor turneu mondial, pentru a își promova cel deal doilea EP și albumul lor de debut cu Hollywood Records, intitulat Loud. Acest turneu a promovat de asemenea serialul Austin & Ally și banda sonoră a serialului. Turneul a început pe data de 15 martie 2013 în Santa Ana, California și s-a terminat pe data de 2 august 2013 în Londra, Anglia. Turneul a inclus 38 de date în SUA, 8 în Canada, 2 în Franța și 2 în Marea Britanie.

## Tracklist
1. „Fallin' for You”
2. „Cali Girls”
3. „Can You Feel It” (cântec din Austin & Ally)
4. „I Want U Bad”
5. „Say You'll Stay”
6. „Not a Love Song” (cântec din Austin & Ally)
7. „Keep Away From This Girl”
8. „Pour Some Sugar on Me” (Def Leppard cover) / „Shut Up and Let Me Go” (The Ting Tings cover)
9. „Heard It on the Radio” (cântec din Austin & Ally)
10. „Wishing I Was 23”
11. „Crazy 4 U”
12. „Here Comes Forever”
13. „A Billion Hits”
14. „Loud”

## Datele turneului
| Data            | Orașul          | Țara            | Locul                         |
| America de Nord | America de Nord | America de Nord | America de Nord               |
| --------------- | --------------- | --------------- | ----------------------------- |
| 15 martie 2013  | Santa Ana       | Statele Unite   | Yost Theater                  |
| 16 martie 2013  | San Diego       | Statele Unite   | Epicenter                     |
| 17 martie 2013  | Phoenix         | Statele Unite   | Celebrity Theatre             |
| 19 martie 2013  | Salt Lake City  | Statele Unite   | In The Venue                  |
| 20 martie 2013  | Denver          | Statele Unite   | Bluebird Theatre              |
| 22 martie 2013  | Dallas          | Statele Unite   | House of Blues                |
| 24 martie 2013  | Austin          | Statele Unite   | Stubb's Jr.                   |
| 25 martie 2013  | Tulsa           | Statele Unite   | Cain's Ballroom               |
| 26 martie 2013  | Columbia        | Statele Unite   | The Blue Note                 |
| 28 martie 2013  | Lawrence        | Statele Unite   | Granada Theatre               |
| 29 martie 2013  | Minneapolis     | Statele Unite   | Mill City Nights              |
| 30 martie 2013  | Chicago         | Statele Unite   | House of Blues                |
| 1 aprilie 2013  | St. Louis       | Statele Unite   | The Firebird                  |
| 2 aprilie 2013  | Indianapolis    | Statele Unite   | Deluxe at Old National Centre |
| 4 aprilie 2013  | Cleveland       | Statele Unite   | House of Blues                |
| 5 aprilie 2013  | Pontiac         | Statele Unite   | Crofoot Ballroom              |
| 6 aprilie 2013  | Buffalo         | Statele Unite   | Town Ballroom                 |
| 7 aprilie 2013  | Allentown       | Statele Unite   | Crocodile Rock Cafe           |
| 9 aprilie 2013  | Lancaster       | Statele Unite   | Chameleon Club                |
| 11 aprilie 2013 | New York City   | Statele Unite   | Irving Plaza                  |
| 12 aprilie 2013 | Huntington      | Statele Unite   | Paramount Theatre             |
| 13 aprilie 2013 | Richmond        | Statele Unite   | The National                  |
| 14 aprilie 2013 | Norfolk         | Statele Unite   | The NorVa                     |
| 16 aprilie 2013 | Charlottesville | Statele Unite   | Jefferson Theater             |
| 18 aprilie 2013 | Cincinnati      | Statele Unite   | 20th Century Theatre          |
| 19 aprilie 2013 | Nashville       | Statele Unite   | Rocketown                     |
| 20 aprilie 2013 | Atlanta         | Statele Unite   | Masquerade                    |
| 21 aprilie 2013 | St. Petersburg  | Statele Unite   | The Palladium                 |
| 23 aprilie 2013 | Orlando         | Statele Unite   | The Plaza Live                |
| 25 aprilie 2013 | Baltimore       | Statele Unite   | Rams Head Live!               |
| 26 aprilie 2013 | Philadelphia    | Statele Unite   | Theatre of the Living Arts    |
| 28 aprilie 2013 | Freehold        | Statele Unite   | Encore Event Center           |
| 30 aprilie 2013 | Clifton Park    | Statele Unite   | Upstate Concert Hall          |
| 2 mai 2013      | Boston          | Statele Unite   | Paradise Rock Club            |
| 4 mai 2013      | Montreal        | Canada          | Corona Theatre                |
| 5 mai 2013      | Ottawa          | Canada          | Bronson Centre                |
| 6 mai 2013      | Hamilton        | Canada          | Molson Canadian Studio        |
| 7 mai 2013      | London          | Canada          | Music Hall Lounge             |
| 10 mai 2013     | Winnipeg        | Canada          | Garrick Centre                |
| 11 mai 2013     | Saskatoon       | Canada          | Louis' Pub                    |
| 12 mai 2013     | Edmonton        | Canada          | Starlite Room                 |
| 14 mai 2013     | Vancouver       | Canada          | Rio Theatre                   |
| 15 mai 2013     | Seattle         | Statele Unite   | El Corazon                    |
| 16 mai 2013     | Portland        | Statele Unite   | Hawthorne Theatre             |
| 18 mai 2013     | San Francisco   | Statele Unite   | Great American Music Hall     |
| 19 mai 2013     | Los Angeles     | Statele Unite   | House of Blues                |
| Europa          |                 |                 |                               |
| 30 iunie 2013   | Paris           | Franța          | Nouveau Casino                |
| 1 iulie 2013    | Paris           | Franța          | Nouveau Casino                |
| 3 iulie 2013    | Londra          | Marea Britanie  | Dingwalls                     |
| 5 iulie 2013    | Londra          | Marea Britanie  | Dingwalls                     |
| Australia       |                 |                 |                               |
| 2 august 2013   | Sydney          | Australia       | Metro Theatre                 |